# Tînna, Dunaiivți
Tînna (în ucraineană Тинна) este o comună în raionul Dunaiivți, regiunea Hmelnîțkîi, Ucraina, formată numai din satul de reședință.

## Demografie
Componența lingvistică a comunei Tînna
     Ucraineană (99,74%)
     Alte limbi (0,26%)
Conform recensământului din 2001, majoritatea populației comunei Tînna era vorbitoare de ucraineană (99,74%), existând în minoritate și vorbitori de alte limbi.